# Гифрекатор

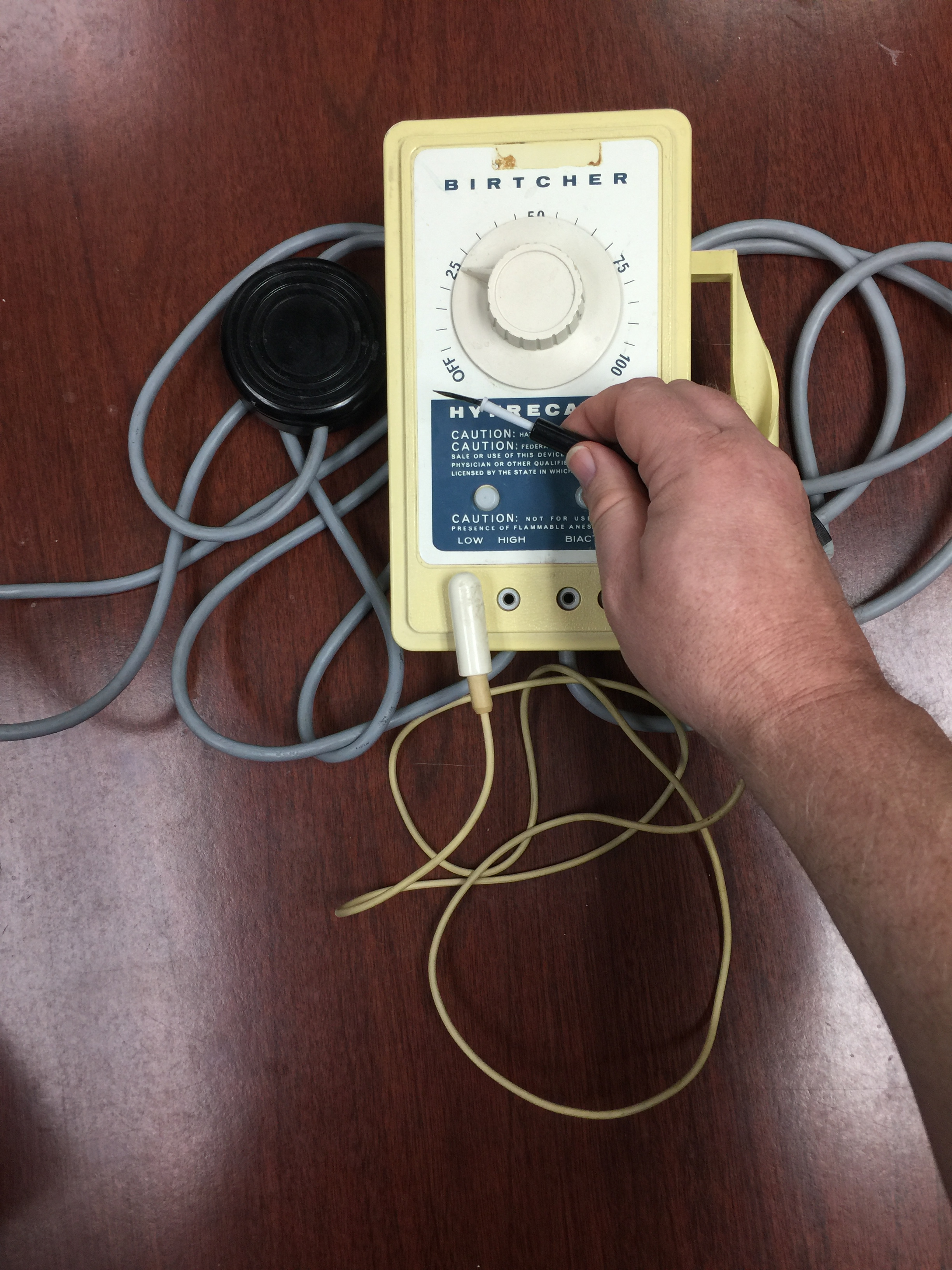
«Hyfrecator» фирмы Birtcher, изготовленный в марте 1982 года. Прилагается шнур питания (справа) и педальный выключатель (слева). В руке для демонстрации масштаба держится съемный остроконечный монополярный аппликационный электрод «наконечник».

Гифрекатор — это маломощный медицинский аппарат, используемый в электрохирургии при оперировании пациентов в сознании, обычно в амбулаторных условиях. Он используется для непосредственного разрушения тканей и остановки кровотечения во время небольших хирургических вмешательств. Работает путём излучения маломощных высокочастотных электрических импульсов переменного тока высокого напряжения через электрод, установленный на наконечнике, непосредственно в пораженный участок тела. Между датчиком и тканью тела может возникать непрерывный электрический искровой разряд, особенно при самых высоких настройках мощности, хотя это не обязательно для работы устройства. Величина выходной мощности регулируется, а устройство оснащено различными наконечниками, электродами и зажимами в зависимости от электрохирургических требований. В отличие от других видов электрохирургии, в гифрекаторе не используется дисперсионная электродная подушка, прикрепляемая к пациенту в области, не подвергаемой лечению, и присоединяемая с другой стороны к аппарату (иногда не совсем правильно называемая «заземляющей подушкой»). Он предназначен для работы с незаземленными (изолированными) пациентами.
Название «Hyfrecator» — исходно торговая марка корпорации Birtcher, образовано от англ. high-frequency eradicator 'высокочастотный уничтожитель'. Впоследствии торговая марка перешла в собственность корпорации Conmed.